# Aeroporto di Kitakyushu
L'aeroporto di Kitakyushu (北九州空港?, Kitakyūshū-kūkō) (IATA:KKJ; ICAO:RJFR) è un aeroporto civile situato a circa 20 km a sud della città di Kitakyūshū nella Prefettura di Fukuoka, in Giappone, su un'isola artificiale di circa 373 ha (4125 x 900 m di dimensioni, sufficienti per un'eventuale espansione futura) realizzata appositamente nel mare interno di Seto. L'aeroporto è designato come scalo di seconda classe, e offre anche un numero limitato di collegamenti internazionali.
Dopo gli aeroporti del Kansai (Osaka), di Shin-Chitose (Sapporo) e Chūbu Centrair (Nagoya), è il quarto aeroporto giapponese ad essere aperto 24 ore su 24.

## Collegamenti
L'aeroporto è collegato con la terraferma da un ponte autostradale a pedaggio gratuito, che conduce all'autostrada Higashikyūshū, grazie alla quale è possibile raggiungere il centro di Kitakyūshū, Fukuoka e altre città dell'isola. Oltre al trasporto via auto private o taxi, sono presenti diverse compagnie di autobus, e il ponte è predisposto per un futuribile collegamento ferroviario fino alla stazione di Kokura, realizzabile se ve ne sarà richiesta. Al riguardo sono stati presentati tre differenti tracciati, di 14,6, 15,6 e 10,3 km, fra cui uno sbinamento del Sanyō Shinkansen che raggiunga l'aeroporto.

## Statistiche
Questo grafico non è disponibile a causa di un problema tecnico.
Si prega di non rimuoverlo.
Vedi la query Wikidata di origine.